# Echinospartum horridum
Espèce
Echinospartum horridum, le genêt hérissé ou genêt très épineux, est une espèce de plantes à fleurs dicotylédones de la famille des Fabaceae, sous-famille des Faboideae,  endémique des Pyrénées françaises et espagnoles et du Massif central.
Cette espèce est menacée d'extinction. Elle est classée « VU » (espèce vulnérable) dans la liste rouge des espèces menacées en France et protégée en France où elle est inscrite dans la liste des espèces végétales protégées sur l'ensemble du territoire français métropolitain.

## Synonymes
Selon The Plant List (18 octobre 2018) :
- Cytisanthus horridus (Vahl) Gams
- Genista horrida (M. Vahl) DC.